# A Boston Date
A Boston Date is een studioalbum van de Fin Heikki Sarmanto en zijn toenmalig ensemble The Serius Music Ensemble. Het album kwam tot stand in december 1970, maar of het toen direct is uitgegeven is onbekend. De opnamen zijn gemaakt in Boston. Volgens de hoestekst was SME een bijeengeraapt stelletje musici, die met elkaar de opnamestudio in gingen en uiteindelijk nog succes kregen ook. Sarmanto en Juhani Aaltonen waren net uit Finland aangekomen om aan het Berklee College of Music te gaan studeren. George Mraz was al een aantal jaren geleden uit Tsjecho-Slowakije gevlucht vanwege de Praagse Lente. Gunderson en Herndon waren al plaatselijk bekende Amerikaanse musici.
De naam The Serious Music Ensemble is een verwijzing naar de algemene naam voor klassieke muziek; Sarmanto vond zijn muziek echter ook serieuze muziek, vandaar deze wat spottende naam. Sarmanto ging overigens later de kant van de klassieke muziek op.

## Musici
- Sarmanto – toetsinstrumenten
- Aaltonen – dwarsfluit
- Mraz – contrabas
- Lance Gunderson – gitaar
- Craig Herndon – slagwerk

## Composities
Allen van de hand van Sarmanto:
1. Top of the prude (15:14)
2. A different kind of smile (7:33)
3. Ibiza (17:01)
4. Grass dream (10:02)
5. Run (11:48)
6. MC (6:28)